# Бурундучья
Бурундучья — река в России, протекает по Томской области. Устье реки находится в 19 км по правому берегу реки Лымжа. Длина реки составляет 18 км.
Высота истока — 82,6 м над уровнем моря. Высота устья — 44,6 м над уровнем моря.

## Данные водного реестра
По данным государственного водного реестра России относится к Верхнеобскому бассейновому округу, водохозяйственный участок реки — Обь от впадения реки Васюган до впадения реки Вах, речной подбассейн реки — Васюган. Речной бассейн реки — (Верхняя) Обь до впадения Иртыша.